# Andrzej Rieger

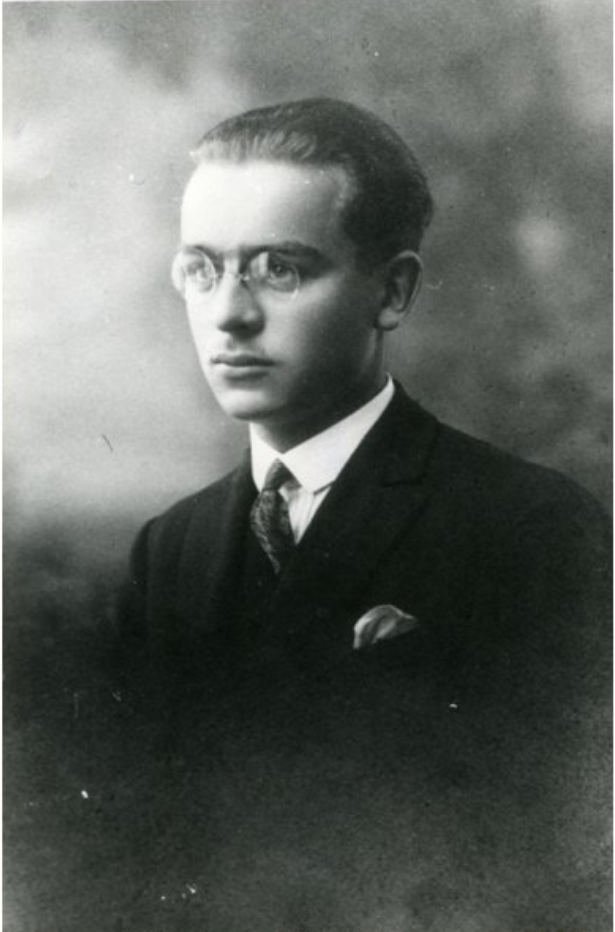
Andrzej Rieger

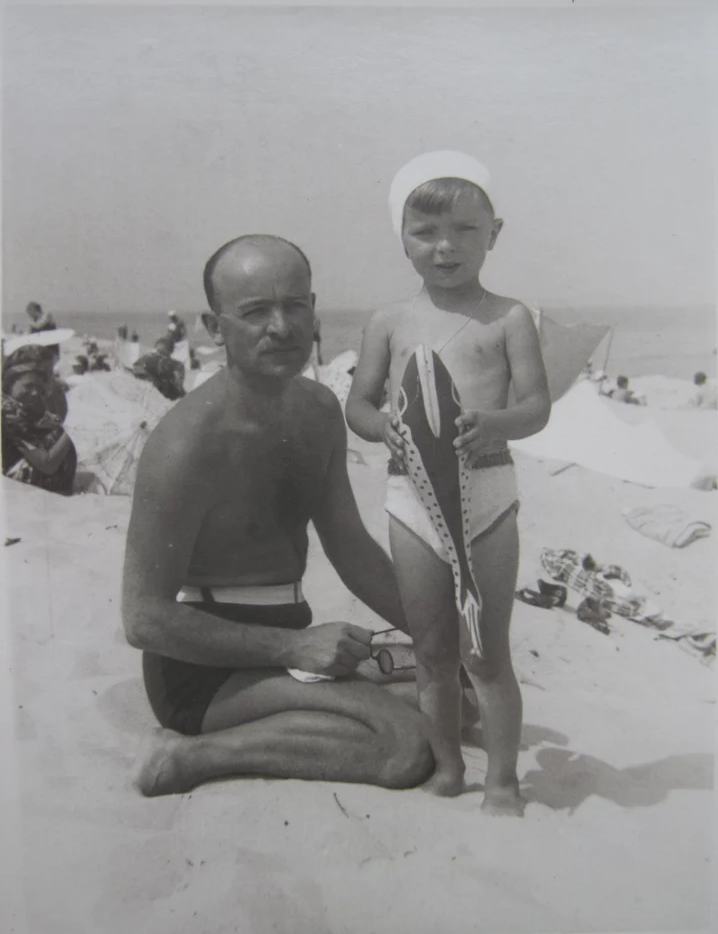
Andrzej Rieger z synem Januszem na plaży, około 1936–1939

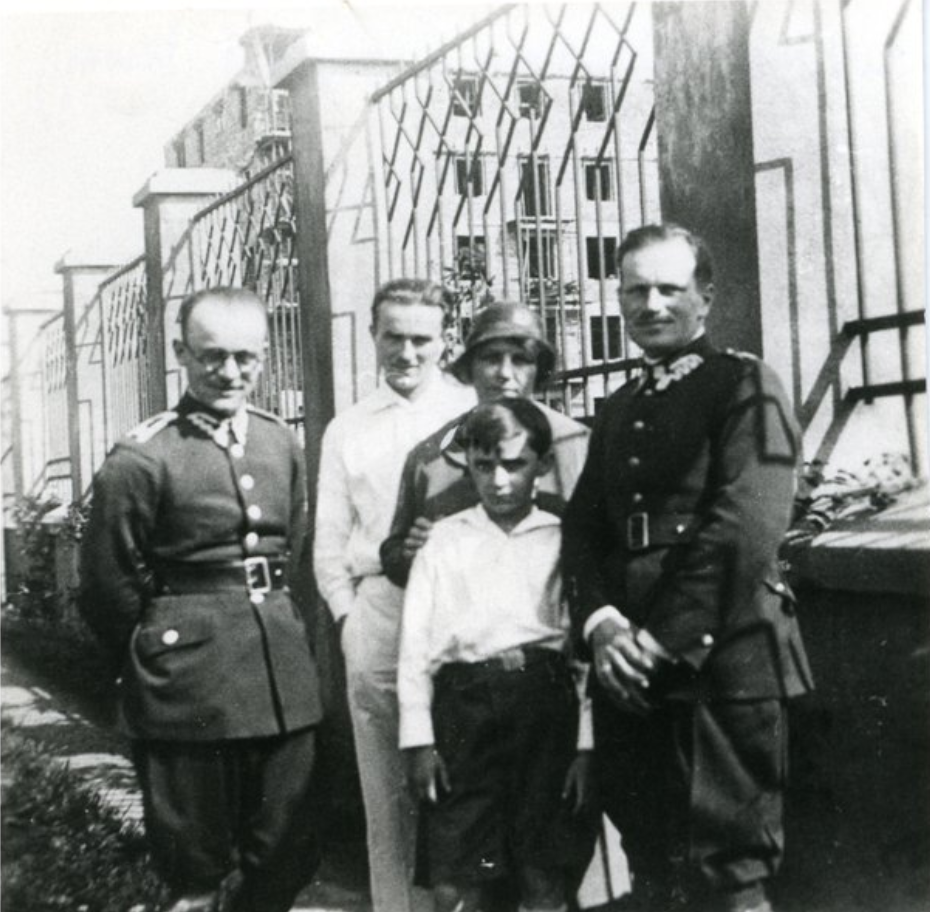
Andrzej Rieger (z lewej, w mundurze podchorążego kawalerii) z matką i braćmi

Andrzej Rieger (ur. 1 listopada 1906 w Witkowicach, zm. 23 lub 24 kwietnia 1940 w Katyniu) – polski prokurator, doktor prawa, podporucznik kawalerii rezerwy Wojska Polskiego, ofiara zbrodni katyńskiej.

## Życiorys
Syn Romana Riegera i Wandy z domu Michejda, wnuk Franciszka Michejdy. Miał rodzeństwo: Zygmunta (1902–1971), inżyniera, podporucznika rezerwy 12 pułku ułanów, Jadwigę (1905–1987), Adama (1909–1998) i Jerzego (1919–1986), podchorążego rezerwy kawalerii.
W latach 1916–1918 uczęszczał do gimnazjum w Cieszynie, gdzie w trakcie roku szkolnego wraz z rodzeństwem mieszkał na stancji u Olgi Stonawskiej, siostry swojej matki. Następnie przeprowadził się do Krakowa, dzieląc ponownie wraz z rodzeństwem mieszkanie rodziców przy ul. Helclów 21. W 1924 zdał z wyróżnieniem maturę w II Liceum Ogólnokształcącym im. Króla Jana III Sobieskiego.
W latach 1924–1928 studiował na Wydziale Prawa Uniwersytetu Jagiellońskiego, uzyskując dyplom magistra praw w 1928. W latach 1925–1927 uczęszczał do Polskiej Szkoły Nauk Politycznych, którą ukończył z dyplomem. W roku akademickim 1924/1925 przebywał we Francji. Wakacje 1926 roku spędził na kursie Uniwersytetu w Grenoble.
Od 25 lipca 1928 do 23 kwietnia 1929 odbywał jednoroczną służbę wojskową w Szkole Podchorążych Rezerwy Kawalerii w Grudziądzu (III promocja), a następnie odbył dwumiesięczną praktykę w 3 pułku ułanów w Tarnowskich Górach. Został mianowany podporucznikiem ze starszeństwem z dniem 1 stycznia 1932 i przydzielony w rezerwie do 24 pułku ułanów w Kraśniku.
Odbył krótką praktykę w firmach węglowych w Gdańsku i w Wiedniu, po czym przeszedł do pracy w sądownictwie. Pracował w prokuraturze, był podprokuratorem, a od sierpnia 1936 wiceprokuratorem w Sądzie Okręgowym w Katowicach. 1 października 1938 przeszedł do Generalnej Dyrekcji Górniczo-Hutniczej Spółki Akcyjnej Karwina-Trzyniec w Cieszynie, gdzie był kierownikiem Działu Personalnego. Zamierzał otworzyć kancelarię adwokacką, ale plany te pokrzyżował wybuch II wojny światowej.
Wiosną 1939 brał udział w ćwiczeniach 24 pułku ułanów, który został już zmotoryzowany. 31 sierpnia zarządzono ewakuację jego biura w Cieszynie. Jako podporucznik rezerwy próbował dotrzeć do punktu zapasowego swojego pułku na Wołyniu. Jak wielu oficerów, wraz z rodziną jechał na wschód. Po drodze meldował się w komendzie uzupełnień w Rawie Ruskiej i w starostwie w Kowlu. Z rodziną rozłączył się 14 września 1939 w Turzysku pod Kowlem. Zameldował się w komendzie garnizonu w Łucku, potem w komendzie w Równem. Dostał skierowanie do Ostroga, gdzie nocował w koszarach 19 pułku artylerii. 17 września, w momencie zgłoszenia się do koszar Korpusu Ochrony Pogranicza, został aresztowany przez Sowietów.
22 września 1939 trafił do obozu przejściowego w Szepetówce, skąd następnego dnia został wysłany do obozu kozielszczańskiego, gdzie przybył 26 września. Ostatecznie 4 listopada 1939 osadzono go w obozie jenieckim w Kozielsku, skąd pisał do rodziny. 22 kwietnia 1940 został przekazany do dyspozycji naczelnika Zarządu NKWD Obwodu Smoleńskiego – lista wywózkowa 040/2 z 20 kwietnia 1940, pozycja 56., t. 3656. Między 23 a 24 kwietnia 1940 został rozstrzelany w Katyniu przez funkcjonariuszy Obwodowego Zarządu NKWD w Smoleńsku oraz pracowników NKWD przybyłych z Moskwy na mocy decyzji Biura Politycznego KC WKP(b) z 5 marca 1940. Ofiary tej zbrodni grzebano w bezimiennych mogiłach zbiorowych, gdzie od 28 lipca 2000 mieści się oficjalnie Polski Cmentarz Wojenny w Katyniu. W miejscu tym prowadzone były ekshumacje i prace archeologiczne. W 1943 jego ciało zostało zidentyfikowane w toku ekshumacji nadzorowanych przez Niemców pod numerem 2431 – raport dzienny z 18 maja 1943. Przy jego szczątkach znaleziono dowód osobisty, kartę mobilizacyjną, kartę szczepień z Kozielska, legitymację oficera rezerwy, dwie odznaki wojskowe, kartę z adresami oraz notatnik z dziennikiem, w którym zapisywał wydarzenia z okresu wojny. Figuruje na liście Komisji Technicznej PCK pod numerem 02431, gdzie podano jego adres zamieszkania w Katowicach, przy ul. Kościuszki 6/6. W Archiwum Robla w pakiecie 0581-04, wymienione zostały także dwa inne adresy: „Cieszyn Sienkiewicza 10; Kraków Helclów 21", w notatniku znalezionym przy szczątkach Czesława Bartkowiaka.

### Życie prywatne
28 czerwca 1932 wziął ślub z Antoniną Latinik, córką generała Franciszka Latinika. Ślub odbył się w kościele św. Anny w Krakowie, a następnie z uwagi na wyznanie Riegera para udała się do kościoła ewangelicko-augsburskiego św. Marcina, gdzie została pobłogosławiona przez pastora. Mieli dwóch synów: Janusza (ur. 1934) i Jerzego (ur. 1938). Andrzej Rieger miał też córkę Janulę. Amatorsko grał na skrzypcach, a także uprawiał sporty, m.in. grał w tenisa, pływał, chodził po górach i jeździł na nartach. Pracował w Polskim Związku Narciarskim. Według relacji jego syna Janusza, był człowiekiem głęboko religijnym.

## Dziennik
Od 1 września 1939 do 23 kwietnia 1940 Andrzej Rieger prowadził regularny dziennik, w którym opisywał najpierw podróż na wschód do jego pułku zapasowego, a potem niewolę sowiecką. Oryginał zapisków został znaleziony w 1943 roku w czasie ekshumacji przy zwłokach Riegera, a następnie w 1944 roku przepisany na maszynie w Instytucie Medycyny Sądowej w Krakowie. W 2015 roku nakładem Narodowego Centrum Kultury ukazała się książka Zapiski z Kozielska... zawierająca dziennik Andrzeja Riegera w opracowaniu jego syna Janusza Riegera, który otrzymał w 1990 roku do zeskanowania maszynopis przechowywany przez Annę i Tadeusza Lutoborskich. W ocenie historyka Mečislava Boráka dziennik „stanowi dzisiaj jedno z podstawowych źródeł opisujących obóz w Kozielsku”.

## Pośmiertny awans
5 października 2007 minister obrony narodowej Aleksander Szczygło mianował go pośmiertnie na stopień porucznika. Awans został ogłoszony 10 listopada 2007 w Warszawie, w trakcie uroczystości „Katyń Pamiętamy – Uczcijmy Pamięć Bohaterów”.